# カストレッツァート
カストレッツァート（伊: Castrezzato）は、イタリア共和国ロンバルディア州ブレシア県にある、人口約7,400人の基礎自治体（コムーネ）。

## 地理

### 位置・広がり

#### 隣接コムーネ
隣接するコムーネは以下の通り。
- カステルコヴァーティ
- キアーリ
- コッカーリオ
- コメッツァノ＝チッツァーゴ
- ロヴァート
- トレンツァーノ

### 地震分類
イタリアの地震リスク階級 (it) では、3 に分類される
。

## 行政

### 分離集落
カストレッツァートには、以下の分離集落（フラツィオーネ）がある。
- Bargnana, Campagna, Monticelle, Barussa